# TuBiedronka

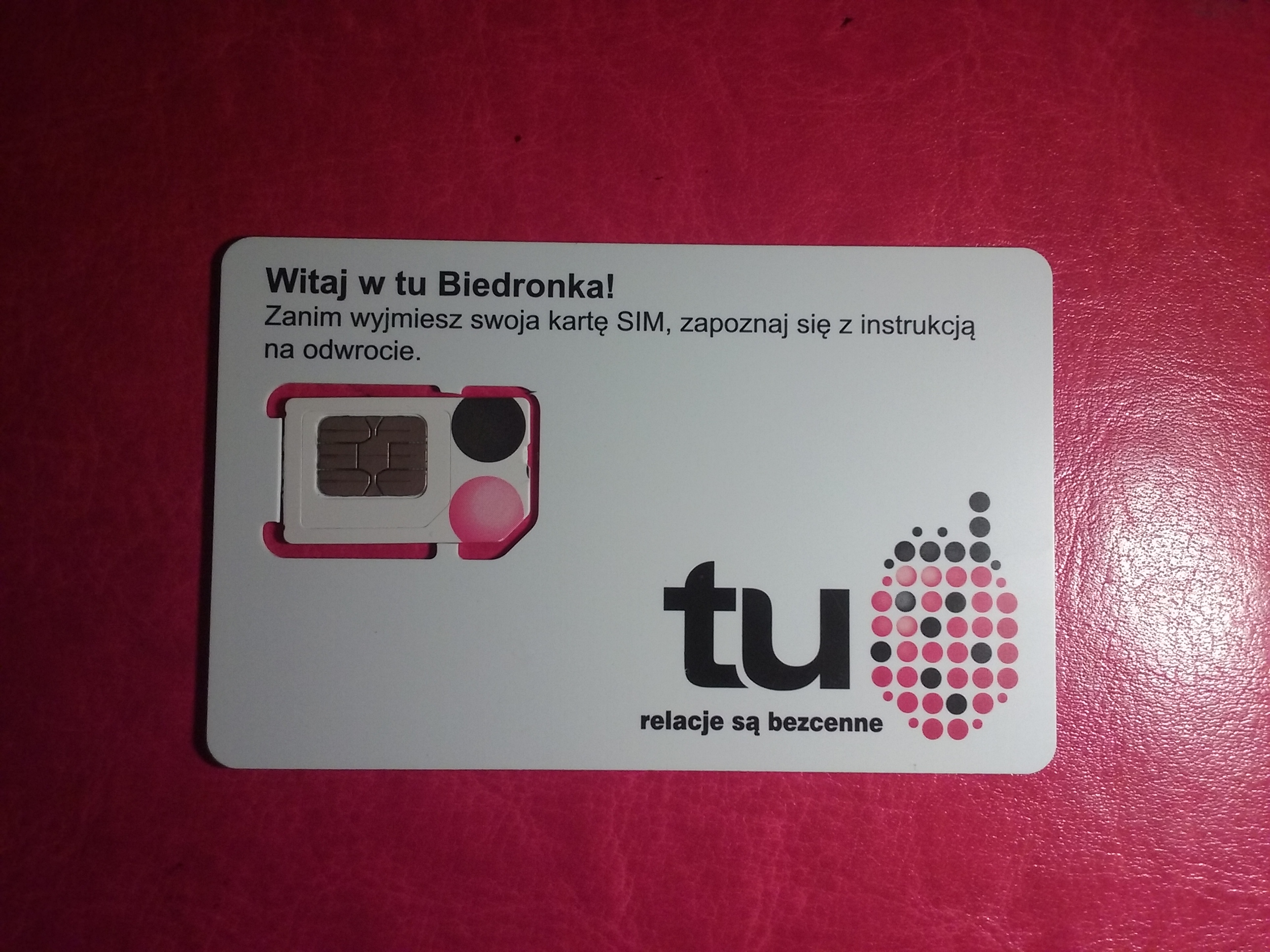
Karta SIM tuBiedronka

tuBiedronka − polska marka usług telefonii komórkowej, świadczonych przez T-Mobile Polska, skierowana do klientów sieci sklepów dyskontowych Biedronka, należącej do portugalskiego konsorcjum Jerónimo Martins. tuBiedronka rozpoczęła świadczenie usług klientom w dniu 19 stycznia 2009 r.

## Oferta
W ramach oferty tuBiedronka dostępne są tylko usługi w systemie pre-paid. Zestawy startowe (z telefonami lub bez) i doładowania dostępne są wyłącznie w dyskontach Biedronka. 

## Część T-Mobile
tuBiedronka nie jest wirtualnym operatorem telefonii komórkowej (MVNO). Przedsiębiorcą telekomunikacyjnym, z którym zawiera się umowę o świadczenie usług telekomunikacyjnych w usłudze tuBiedronka, jest T-Mobile Polska.